# Zygophyllum borissovae
Zygophyllum borissovae är en pockenholtsväxtart som beskrevs av Beier & Thulin. Zygophyllum borissovae ingår i släktet Zygophyllum och familjen pockenholtsväxter. Inga underarter finns listade i Catalogue of Life.